# Gentlemen (film)
Gentlemen är en svensk film baserad på Klas Östergrens roman Gentlemen regisserad av Mikael Marcimain. Filmen hade premiär 5 december 2014.
En förlängd TV-serieversion, Gentlemen & Gangsters, som även innefattar handlingen från romanens uppföljare Gangsters, visades i fyra stycken 90-minuters avsnitt i januari 2016 som dramaserie i Sveriges Television.

## Rollista
- David Dencik – Henry Morgan
- Ruth Vega Fernandez – Maud
- Sverrir Gudnason – Leo
- David Fukamachi Regnfors – Klas Östergren
- Pernilla August - Greta
- Peter Carlberg - Birger
- Magnus Krepper - Stene Forman
- Magnus Roosmann - Jazzbaronen
- Sven Nordin - Franzén
- Boman Oscarsson - Wilhelm Sterner
- Amanda Ooms - Hälardrottningen
- Staffan Göthe - Hogarth
- Sonja Richter - Tove
- Liv Mjönes - Vivi
- Louise Peterhoff - Nina
- Anders Beckman - Knegarn
- Per Myrberg - Sailorn
- Lars Green - Willis
- Björn Andersson - Conny
- Dag Malmberg - Cigarrhandlare
- Christopher Wagelin - Verner
- Jennie Silfverhjelm - Kerstin
- Per Burell - Jansen
- Lil Terselius - mor till Maud
- Björn Andrésen - Varg-Larsson
- Peter Bergared - Greger

## Produktion
Inspelningen tog över hundra dagar, med en budget på 94 miljoner kronor.

## Utmärkelser
Filmen blev nominerad till tretton guldbaggar, bland annat för bästa film, bästa regi, bästa manuskript, bästa manliga huvudroll och bästa kvinnliga biroll. Till slut vanns tre guldbaggar, för Bästa kostym, Bästa mask/smink och Bästa originalmusik.
Gentlemen nominerades till Nordiska rådets filmpris 2015.